# Herb Danii
Herb Danii sięga czasów króla Waldemara I Wielkiego.
Mały herb Danii przedstawia w polu złotym, trzy błękitne lwy kroczące w słup, koronowane i uzbrojone czerwono, pomiędzy dziewięcioma czerwonymi sercami. Jest to wersja "narodowa" (mała), najbardziej powszechnie używana w Danii.
Wygląd herbu w trakcie historii przeszedł szereg zmian. Królewska korona, której zwieńczenie na początku było otwarte, od 1624 roku została przekształcona w koronę zamkniętą. Nad nią góruje krzyż. Korona symbolizuje zarówno władzę monarszą jak i państwową.
Herb oraz jego fragmenty znajdują się dziś na rewersie monet duńskich splecione z monogramem aktualnego władcy (obecnie króla Fryderyka X).
Herb Danii jest zbliżony wyglądem do herbu Estonii, co wiąże się z duńskim panowaniem w Estonii.

## Herb królewski
W wersji wielkiej ("królewskiej") nad herbem znajduje się czerwony królewski płaszcz, a po jego bokach widnieją dwaj mężczyźni z maczugami. Herb ten składa się z czterech pól. Od 
1 stycznia 2025 roku w polu pierwszym mamy herb właściwy ("narodowy") Danii, w polu drugim srebrnego barana na błękitnym tle (symbolizuje Wyspy Owcze), w polu trzecim srebrnego niedźwiedzia na błękitnym tle (symbol Grenlandii), natomiast w polu czwartym dwa błękitne lwy na złotym tle (Jutlandia Południowa). W środkowej tarczy herbowej znajduje się symbol rodu Oldenburgów. Herb wielki, podobnie jak wersja średnia, zarezerwowany jest dla rodziny królewskiej, dworu królewskiego oraz Gwardii Królewskiej.
Zmiana w 2025 roku
1 stycznia 2025 król Danii zmienił herb królewski, tak aby bardziej wyeksponować w nim Grenlandię (niedźwiedź polarny) i Wyspy Owcze (baran), które otrzymały samodzielne pola na tarczy. Poprzednio nad zwierzętami heraldycznymi znajdowały się trzy korony, 500 letni symbol unii kalmarskiej zawartej między Danią, Norwegią i Szwecją w latach 1397–1523. W aktualnej wersji korony zostały usunięte. Zmiana herbu jest następstwem wypowiedzi Donalda Trumpa, który napisał w mediach społecznościowych, że posiadanie Grenlandii jest dla USA absolutną koniecznością.

## Wersje historyczne herbu

Herb Oldenburgów
Herb Waldemara Atterdaga
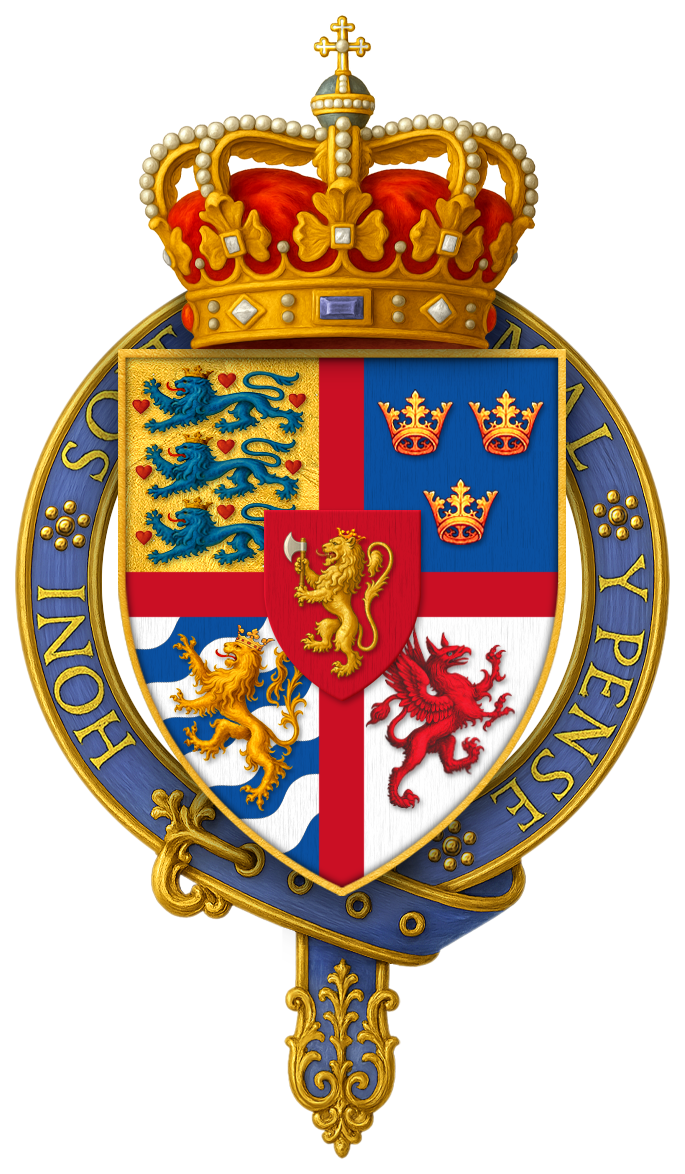
Herb Eryka Pomorskiego
Herb Chrystiana I Oldenburga
Herb królestwa Danii i Norwegii w latach 1559–1699
Herb królestwa Danii i Norwegii w latach 1699–1819
Herb Danii w latach 1819–1903
Herb Danii w latach 1903–1948
Herb Danii w latach 1948–1972
Herb Danii w latach 1972–2024